# Glenea quadrinotata
Glenea quadrinotata es una especie de escarabajo del género Glenea, familia Cerambycidae. Fue descrita científicamente por Guerin-Meneville en 1843.
Habita en China, India, Laos, Birmania y Vietnam. Esta especie mide 14-21 mm.